# Jill Sterkel
Jill Ann Sterkel (Hacienda Heights, 27 maggio 1961) è un'ex nuotatrice statunitense.
Specializzata nello stile libero, ha vinto due medaglie d'oro ed altrettante di bronzo alle Olimpiadi, in varie edizioni.
È una dei Membri dell'International Swimming Hall of Fame.

## Palmarès
- Olimpiadi

Montreal 1976: oro nella staffetta 4x100 m sl.
Los Angeles 1984: oro nella staffetta 4x100 m sl.
Seoul 1988: bronzo nei 50 m sl e nella staffetta 4x100 m sl.
- Mondiali

1978 - Berlino: oro nella staffetta 4x100 m sl.
1982 - Guayaquil: argento nelle staffette 4x100 m sl e 4x100 m misti e bronzo nei 100 m sl.
- Giochi panamericani

1975 - Città del Messico: argento nei 100 m sl.
1979 - San Juan: oro nei 100 m farfalla e nelle staffette 4x100 m sl e 4x100 m misti, argento nei 100 m sl.